# Legion of the Damned
Legion of the Damned is een death- en thrashmetalband uit Venlo, Nederland.

## Geschiedenis
De band werd gevormd in 2006, maar bestond, voordat zijn naam werd veranderd, al sinds 1990 onder de naam Occult. De groep heeft tot nog toe 7  albums onder de naam Legion of the Damned uitgebracht en vijf onder de naam Occult. De band zit sinds 2013 bij Napalm Records. Onder de naam Occult werd al opgetreden met verscheidene grote namen, zoals Dimmu Borgir, Krisiun, Exodus, Immortal, Marduk, Cradle of Filth, Morbid Angel en Gorgoroth.

## Bandleden
Huidige leden
- Maurice Swinkels - vocalist
- Twan van Geel - gitarist
- Harold Gielen - bassist
- Erik Fleuren - drummer
- Fabian Verweij - gitarist

Voormalig Live muzikanten
- Hein Willekens

Voormalige leden

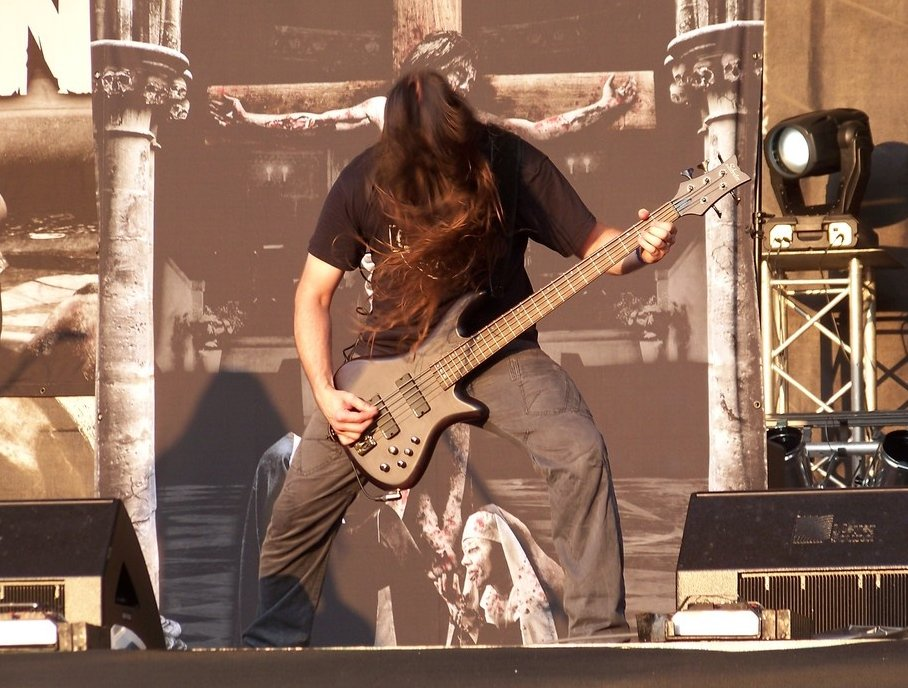
Legion of the Damned in Slovenië, 2009

- Richard Ebisch - gitarist (ex-Inhume)
- Twan Fleuren (1971-2011) - bassist (Disinfest)

Voormalige leden tijdens de Occult-tijden
- Rachel Heyzer - vocals
- Leon Pennings - gitarist
- Sjors Tuithof - bassist

## Discografie
Cd's
- Malevolent Rapture (2006)
- Sons of the Jackal (2007)
- Feel the Blade (2008)
- Cult of the Dead (2008)
- Descent into Chaos (2011)
- Ravenous Plague (2013)[2]
- Slaves of the Shadow Realm (2019)[3]
- The Poison Chalice (2023)

Cd's tijdens Occult-tijden
- Prepare to Meet Thy Doom (1994)
- The Enemy Within (1996)
- Of Flesh and Blood (1999)
- Rage to Revenge (2001)
- Elegy for the Weak (2003)